# Микьель, Маркантонио
Маркантонио Микьель (итал. Marcantonio Michiel; 1484, Венеция — 1552, Венеция) — венецианский патриций, писатель

 и коллекционер произведений искусства. Его «Записки», обнаруженные в конце XIX века, содержат ценные сведения о произведениях не только венецианских, но и художников других областей Италии.

## Биография
Происходил из благородной венецианской семьи. Всю жизнь собирал произведения искусства, в основном ренессансных венецианских мастеров.
Рукопись Микьеля Notizia d’opere di disegno, опубликованная в XIX веке, содержит подробное описание скульптур, картин и рисунков, находившихся в современных ему государственных и частных коллекциях Северной Италии (Падуи, Милана, Павии, Бергамо, Кремы и Венеции).
В молодости Микьель побывал в таких центрах гуманистической культуры, как Бергамо (где служил его отец), Флоренция, Рим (провёл два года при дворе папы Льва X). После женитьбы проживал в Венеции. В его собственную коллекцию (её инвентарная опись составлена после смерти Микьеля) входили работы знаменитых художников: Джорджоне, Якопо де Барбари, Джованни Беллини и скульпторов: Риччио, Беллано и Северо да Равенна. В последующие годы собрание Микьеля было рассеяно по другим коллекциям.
Однако главной заслугой Микьеля считаются его Notizia d’opere di disegno (1521—1543), в которых он дал биографические сведения о современных мастерах искусства, описания их произведений и своих впечатлений. Они имеют основополагающее значение для атрибуций произведений многих художников и изучения творчества Антонелло да Мессины, Риччио и особенно Джорджоне, работавшего большей частью на частных заказчиков и практически не упоминавшегося в официальных документах. В частности, именно из записок Микьеля стали известны картины, созданные Джорджоне. Так, Микьель описал в 1525 году картину «Спящая Венера», принадлежавшую в то время гуманисту Иеронимо Марчелло: «Картина на холсте, изображающая обнаженную Венеру, которая спит в пейзаже, и Купидона, написанная Джордже из Кастельфранко». Это позволило атрибутировать картину (ранее её авторство приписывалось Тициану, который завершил её после внезапной смерти Джорджоне).